# Ursus
Ursus è un genere della famiglia Ursidae (orsi) che comprende la maggior parte delle specie viventi di ursidi. Il genere contiene l'orso bruno, l'orso polare, l'orso nero americano e l'orso dal collare, e le loro relative sottospecie, ma non l'orso dagli occhiali ed il panda gigante, che appartengono a delle proprie sottofamiglie. Questo genere si è evoluto circa 5,333 milioni di anni fa, durante il Pliocene.

## Etimologia
Ursus, ‘orso’ in latino, deriva da una forma latina arcaica *orcsos, risalente al tema indoeuropeo ṛkyo- ‘orso’. Si può accostare al greco ἄρκτος árktos e al gallico artos. Forme simili (dalla stessa radice) s'incontrano anche nell'area indoiranica (cfr. sanscrito ऋक्ष ṛ́kṣa, persiano خرس xers) e in quella armena.

## Specie e sottospecie diUrsus
L'orso labiato (gen. Melursus) e l'orso malese (gen. Helarctos) sono talvolta anch'essi inclusi nel genere Ursus. Al contrario, originariamente, l'orso nero asiatico e l'orso polare aveva un proprio genere, rispettivamente Selenarctos e Thalarctos; tuttavia oggi sono classificati al rango di sottogeneri.
Di seguito sono riportate tutte le specie e sottospecie riconosciute del genere Ursus:
| Nome comune e specie                                                                  | Immagine | Sottospecie | Distribuzione             |
| ------------------------------------------------------------------------------------- | -------- | --- | ------------------------- |
| Orso nero americano Ursus americanus (precedentemente Euarctos americanus)            |          | - U. a. altifrontalis – Orso nero olimpico - U. a. amblyceps – Orso nero del Nuovo Messico - U. a. americanus – Orso nero orientale - U. a. californiensis – Orso nero californiano - U. a. carlottae – Orso nero di Haida Gwaii o orso nero di Queen Charlotte Islands - U. a. cinnamomum – Orso cinnamomo - U. a. emmonsii – orso nero di Glacier Park - U. a. eremicus – Orso nero messicano orientale - U. a. floridanus – Orso nero della Florida - U. a. hamiltoni – Orso nero di Newfoundland - U. a. kermodei – Orso kermode o orso spirito - U. a. luteolus – Orso nero della Louisiana - U. a. machetes – Orso nero messicano occidentale - U. a. perniger – Orso nero del Kenai - U. a. pugnax – Orso nero di Dall Island - U. a. vancouveri – Orso nero di Vancouver Island | American black bear range |
| Orso bruno Ursus arctos                                                               |          | - U. a. arctos – Orso bruno europeo - + U. a. californicus - Orso grizzly californiano - U. a. collaris – Orso bruno siberiano orientale - U. a. beringianus – Orso bruno siberiano - † U. a. crowtheri – Orso dell'Atlante - † U. a. dalli – Orso bruno di Dall Island - U. a. gyas - Orso bruno dell'Alaska - U. a. gobiensis - Orso del Gobi - U. a. horribilis – Orso grizzly - U. a. isabellinus – Orso bruno himalayano - U. a. lasiotus – Orso bruno dell'Amur - U. a. marsicanus - Orso marsicano - U. a. middendorffi – Orso Kodiak - U. a. piscator - Orso di Bergman - U. a. pruinosus – Orso blu tibetano - U. a. sitkensis – Orso delle Isole ABC - U. a. stikeenensis - Orso bruno di Stikine - U. a. syriacus – Orso bruno siriano                                       | Brown bear range          |
| Orso polare Ursus maritimus (precedentemente Thalarctos maritimus)                    |          | - U. m. maritimus - Orso polare - † U. m. tyrannus - Orso polare gigante (forse un orso bruno) | Polar bear range          |
| Orso dal collare o tibetano Ursus thibetanus (precedentemente Selenarctos thibetanus) |          | - U. t. formosanus - Orso nero di Formosa - U. t. gedrosianus – Orso nero del Baluchistan o del Pakistan - U. t. japonicus – Orso nero giapponese - U. t. laniger – Orso nero himalayano - U. t. mupinensis – Orso nero indocinese - U. t. thibetanus – Orso nero tibetano - U. t. ussuricus – Orso nero dell'Ussuri | Asian black bear range    |

### Specie fossili

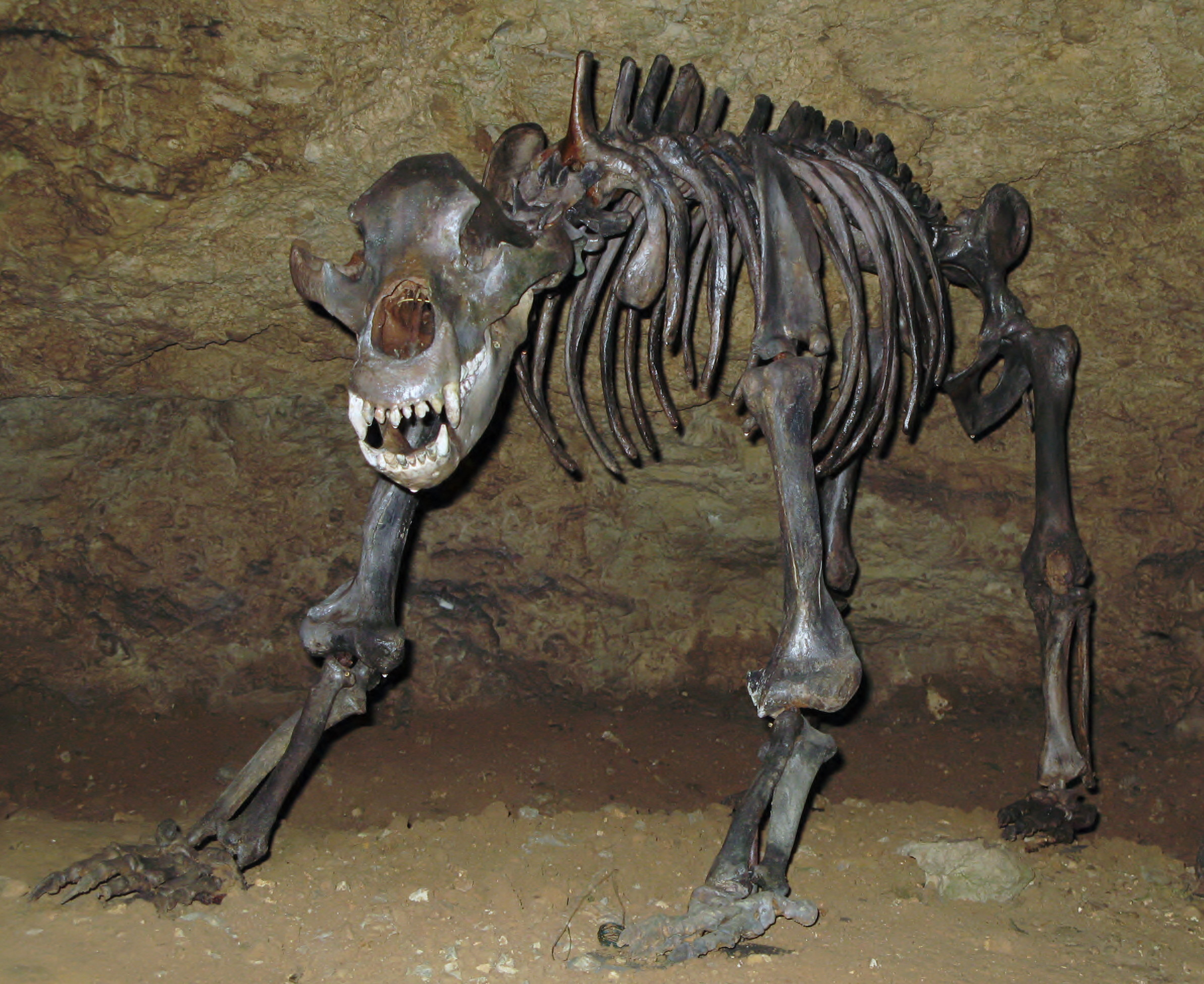
Scheletro di orso delle caverne (Ursus spelaeus)

Di seguito sono riportate tutte le specie fossili riconosciute del genere Ursus:
- † Ursus abstrusus
- † Ursus arvernensis
- † Ursus deningeri - Orso di Deninger
- † Ursus etruscus - Orso etrusco
- † Ursus ingressus - Orso delle caverne di Gamssulzen
- † Ursus dolinensis - Orso di Gran Dolina
- † Ursus rossicus - Orso delle caverne minore
- † Ursus sackdillingensis
- † Ursus savini
- † Ursus spelaeus - Orso delle caverne
- † Ursus minimus - Orso d'Alvernia